# 阿乐群则
阿乐群则（Alo Chonzed Tsering Dorje，1919年—？）藏族，四川省理塘县人，西藏政治人物。

## 生平
阿乐群则的名字里，“阿乐”是名字，“群则”是比普通喇嘛高些的僧官。阿乐群则自幼出家到拉萨哲蚌寺当喇嘛，后来还俗在拉萨做生意，成为富商。“群则”即是他为寺庙布施而买到的称号。

## 成立人民會議
1950年底，达赖出走亚东期间，经司曹鲁康娃等人支持，由阿乐群则等商人和寺庙中层僧人组成“人民会议”。1951年5月，《十七条协议》签订。1951年8月达赖自亚东回到拉萨时，噶厦批准“人民会议”代表参加迎接达赖的行列。因为西藏从无群众组织欢迎达赖的先例，故“人民会议”由此闻名。
1951年底，“人民会议”的阿乐群则、桑都仓（桑都昌）的洛桑根顿、恩珠仓·贡布扎西，与拉萨三大寺的喇嘛降央达瓦（寺庙商人）、丹曲索纳（被色拉寺开除的原结巴扎仓管家）等人，在印度支持下在德吉林卡（印度驻拉萨代表驻地）开会，和若着平措（色拉寺结巴扎仓管家）、色丰卡·才旺朗杰、上布娃等人订盟约，讨论向中央人民政府呈交请愿书，要求中国人民解放军撤出西藏，反对改编藏军。1952年1月，西藏噶厦司曹鲁康娃召集西藏噶厦官员在噶厦外交局开会，决定“采取武装行动，把解放军赶跑”。1952年3月30日，“人民会议”代表降央达瓦等五人把请愿书送至达赖的布达拉宫，受到两位司曹鲁康娃、洛桑扎西鼓励，两司曹还鼓动他们将请愿书送给见中央人民政府驻藏代表张经武。1952年3月31日，“人民会议”代表见中央人民政府驻藏代表张经武并递交请愿书，要求中国人民解放军退出西藏。3月31日，“人民会议”在拉萨开会宣誓，组织部分藏军与喇嘛等组成“解放大队”堵截拉萨的主要街道，使哲蚌寺、色拉寺等寺院的上千名喇嘛聚集大昭寺。3月31日晚，两司曹调动日喀则藏军第六代本（炮兵，4月2日到拉萨）来拉萨，并命藏军占领拉萨制高点。当晚，“人民会议”调动藏民包围中央人民政府驻藏代表住地桑都仓、外事处、中国人民银行分行、阿沛·阿旺晋美住宅，驱汉和反对《十七条协议》的骚乱日益明显。根据中央人民政府指示，中央人民政府驻藏代表张经武先后在1952年3月31日、4月1日、4月15日三次致信达赖，指两司曹破坏《十七条协议》及支持伪“人民会议”，促达赖下令将两司曹撤职查办，解散“人民会议”。1952年4月19日，张经武代表又亲到布达拉宫向达赖提出上述要求，并明确对达赖表示：“中央决心本着和平解放西藏办法协议的即定方针，决不让事态扩大”。1952年4月27日，达赖下令撤销鲁康娃、洛桑扎西的司曹职务。5月1日，西藏军区和噶厦联合发出布告，宣布“人民会议”为非法组织，予以取缔。

## 武裝暴動
1955年5月，达赖由中国内地返回西藏途经四川省，随行的西藏噶厦噶伦索康、达赖副经师赤江以开展佛事活动为由，分别走北路经甘孜、德格，走南路经乡城、理塘，沿途会见地方土司及寺庙住持，筹划以武力对抗民主改革。西藏“人民会议”领导人阿乐群则一行5人，以迎接达赖回西藏的名义，到西康省雅安、康定等地，协同赤江，与理塘寺住持、当地头人及长期潜伏在理塘寺的中国国民党特务歃血盟誓，策划武装暴动。1955年9月中旬，在西藏自治区筹备委员会即将成立之际，原“人民会议”人士阿乐群则等人以“人民代表”的名义，向中共西藏工委递交《前后藏、康区人民意见书》，公开反对《十七条协议》，反对成立西藏自治区筹备委员会。反对改编藏军等等。由于中共西藏工委的明确反对，西藏噶厦于1955年11月17日宣布“人民代表”为非法，并布告全区，继而将阿乐群则逮捕监禁。

## 定居印度
1956年，阿乐群则离开西藏山南地区到印度定居。1956年11月25日，正在印度访问的达赖一行在新德里拜会印度总理尼赫鲁。同年不久，达赖就來訪問印度，在印度会见了不少藏独人士，其中包括旅居印度的嘉乐顿珠，专程自美国赶到印度的当彩活佛，长年在印度噶伦堡组织“西藏幸福事业会”的夏格巴，新近自西藏来到印度的鲁康娃、阿乐群则等人。他们有的劝达赖留在印度，有的则劝他到美国。后经周恩来亲自劝说，达赖决定返回西藏拉萨。

## 擔任要職與西方合作
1959年藏区骚乱后，流亡政府在印度成立，阿乐群则曾在流亡政府中任要职。阿乐群则在回顾往事时痛心地说:从1950年到1979年，阿乐群则为藏独事业而四处活动，曾到联合国游说。

## 與流亡政府的矛盾和退出
1974年達賴宣布西藏屬於中國後，1979年起，阿乐群则对藏独不再热心。流亡藏人学者嘉央诺布记述阿乐群则与流亡政府的矛盾时称：“阿乐群则，也曾在达兰萨拉受到群众的攻击……被人在他脸上涂墨水与口水。他的女儿，是一位政府的官员，也曾被短暂挟持。”1982年，阿乐群则迁居澳大利亚。1983年5月5日，偕妻子央宗和21岁的幼子丹增久美，自澳大利亚回到中国北京定居。阿乐群则一家被安排住在北京西北郊的一幢四间一套另带两间厨房的公寓。政府还赠给他成套的新家具。1984年5月，阿乐群则被增补为全国政协委员。

## 著作
- Alo Chonze (编). . Kalimpong: Tibet Mirror Press. 1958年.[10]
- 《西藏真实情况——阿乐群则的故事》[3]